# Wanda Szajowska
Wanda Szajowska z domu Zarzycka (ur. 12 lutego 1911 we Lwowie, zm. 26 sierpnia 2022 w Krakowie) – polska pianistka i superstulatka, najstarsza żyjąca Polka od 19 sierpnia do 26 sierpnia 2022 roku.

## Życiorys
Jej ojcem był radca wojewódzki mgr Aleksander Zarzycki (1879–1957), a matką Kazimiera z Capińskich (1887–1965). Ukończyła Konserwatorium Polskiego Towarzystwa Muzycznego we Lwowie w zakresie gry na fortepianie. Po drugiej wojnie światowej przeprowadziła się do Krakowa, gdzie ze Lwowa sprowadziła swój fortepian. W Krakowie podjęła studia na Wydziale Humanistycznym Uniwersytetu Jagiellońskiego. W 1950 uzyskała dyplom z historii sztuki. Przez wiele lat uczyła gry na fortepianie w Eksperymentalnym Studium Muzycznym, założonym w 1946 przez Krystynę Longchamps-Druszkiewiczową.
Była najstarszą żyjącą absolwentką Uniwersytetu Jagiellońskiego. 19 sierpnia 2022, po śmierci Tekli Juniewicz (1906–2022), została najstarszą osobą w Polsce.
Zmarła 26 sierpnia 2022 roku w Krakowie. 2 września 2022 została pochowana na cmentarzu Salwatorskim w Krakowie.

## Odznaczenia
- Medal Stulecia Odzyskanej Niepodległości[10]
- Odznaka Honorowa Województwa Małopolskiego – Krzyż Małopolski[11]
- Medal Komisji Edukacji Narodowej